# فينتشنزو برونو
فينتشنزو برونو (بالإيطالية: Vincenzo Bruno)‏ هو موجه قوارب ‏ إيطالي، ولد في 2 يوليو 1933 في تورينو في إيطاليا.

## وصلات خارجية
- فينتشنزو برونو على موقع الاتحاد الدولي للتجديف (الإنجليزية)
- فينتشنزو برونو على موقع اللجنة الأولمبية الدولية (الإنجليزية)
- فينتشنزو برونو على موقع أوليمبيديا (الإنجليزية)